# Grand'Combe-Châteleu
Grand'Combe-Châteleu är en kommun i departementet Doubs i regionen Bourgogne-Franche-Comté i östra Frankrike. Kommunen ligger i kantonen Morteau som tillhör arrondissementet Pontarlier. År 2022 hade Grand'Combe-Châteleu 1 507 invånare.

## Befolkningsutveckling
Antalet invånare i kommunen Grand'Combe-Châteleu
Referens:INSEE